# Bille August
Bille August (Brede, 9 de novembro de 1948) é um cineasta e diretor de televisão dinamarquês.

Muitos de seus projetos tiveram produção e elenco da Suécia, país onde recebeu parte de sua educação. Lá também se casou, com a atriz Pernilla August, em 1991 (separaram-se em 1997). 
Seu filme Pelle, o Conquistador (1987) recebeu a Palma de Ouro, o Oscar e o Globo de Ouro. Em 1991, conquistou novamente a Palma de Ouro, por The Best Intentions, tornando-se um dos poucos diretores a alcançar tal feito.

## Filmografia
(Incompleta)
- Zappa (1983)
- Busters verden (1984)
- Tro, håb og kærlighed (1984)
- Pelle o Conquistador (1987)
- Den goda viljan (1991, The Best Intentions)
- A Casa dos Espíritos (1993)
- The Young Indiana Jones Chronicles (1993) (dois episódios)
- Jerusalem (1996)
- Smilla's Sense of Snow (1997)
- Les misérables (1998)
- En sang for Martin (2001)
- Return to Sender (2005)
- Goodbye Bafana (2007)